# Colette Boos-John
Colette Boos-John (ur. 3 września 1969 w Marburgu) – niemiecka polityk i ekonomistka, członkini Unii Chrześcijańsko-Demokratycznej (CDU), minister w rządzie Turyngii.

## Życiorys
W latach 1989–1992 studiowała ekonomię w Wyższej Szkole Zawodowej w Gießen-Friedberg, uzyskując tytuł dyplomowanej ekonomistki. Bezpośrednio po studiach rozpoczęła pracę w firmie Bauer Bauunternehmen GmbH, gdzie najpierw – w latach 1992–1997 – pełniła funkcję dyrektorki ds. finansowych, a od 1997 do 2024 roku była jej dyrektorką zarządzającą.
W 2012 roku założyła BAUER-Akademie – inicjatywę edukacyjną związaną z rozwojem zawodowym. W 2022 roku ukończyła certyfikowane szkolenie dla coachów biznesu. Dwa lata później współtworzyła spółki B & J GmbH & Co. KG oraz B & J Verwaltungs-GmbH.
Należy do Unii Chrześcijańsko-Demokratycznej. 13 grudnia 2024 roku objęła stanowisko ministra gospodarki, rolnictwa i obszarów wiejskich w rządzie krajowym Turyngii. W tym samym dniu została także zastępczym członkiem Bundesratu.